# Aktives Zentrum
Als aktives Zentrum (engl. active site) bezeichnet man in der Chemie diejenigen Stellen eines Katalysators, an denen die katalysierte Reaktion stattfindet. Vergleichbar wird der Begriff in der Biologie auf Enzyme als Biokatalysatoren verwendet.

## Eigenschaften
Die Definition lässt sich auf zwei Klassen der Katalyse anwenden:
Heterogene Katalyse
Hier beschreibt das aktive Zentrum eine bestimmte Anordnung von Atomen auf der Oberfläche eines Festkörpers.
Biokatalyse

Hier beschreibt das aktive Zentrum den Bereich eines Enzyms, der für die katalytische Wirkung zuständig ist. In diesem Bereich bindet das Substrat an das Enzym und kann dort umgesetzt werden.

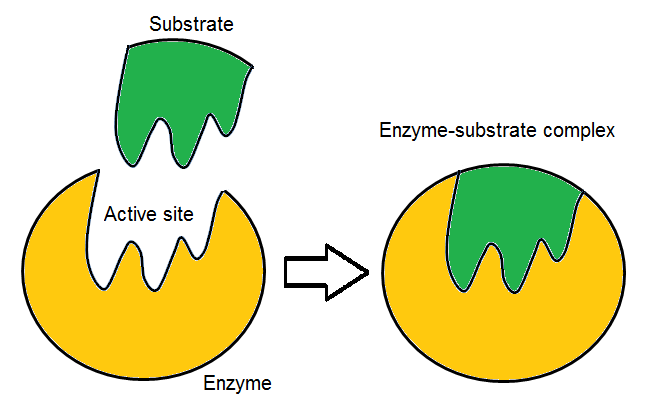
Schlüssel-Schloss-Prinzip

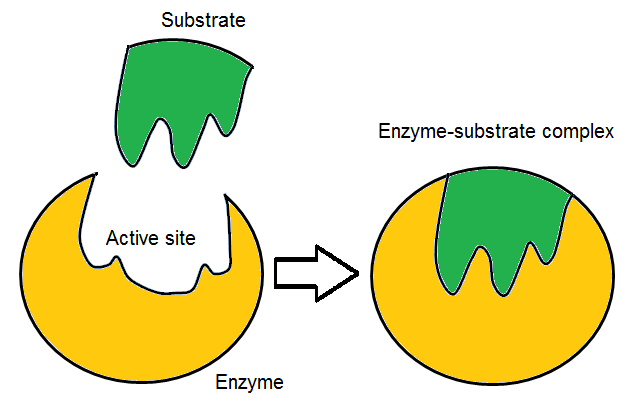
Induced-fit-Modell

Das aktive Zentrum aller bisher gut untersuchten Enzyme ist eine taschen- oder spaltenförmige Einbuchtung des Proteinmoleküls. Die dadurch vergrößerte Kontaktfläche ermöglicht eine stärkere und spezifischere Bindung des Substrats, zum Teil auch eine Enantioselektivität. Umgekehrt sinkt die Substratspezifität bei geringerer Kontaktfläche. Die Bindung erfolgt aufgrund von ionischen Bindungen, Wasserstoffbrückenbindungen, Van-der-Waals-Wechselwirkungen, hydrophoben Effekten und vorübergehenden kovalenten Bindungen (im Übergangszustand). Durch die Substratbindung entsteht ein Enzym-Substrat-Komplex entweder nach dem Schlüssel-Schloss-Prinzip oder nach dem Modell des Induced fit.
Das aktive Zentrum besteht aus dem zuvor genannten Substratbindungsbereich, dem katalytischen Zentrum, z. B. mit einer katalytischen Triade, und gelegentlich auch mit einem Coenzym. Das katalytische Zentrum kann jeweils nur eine Reaktion (zum Teil auch Hin- und Rückreaktion) katalysieren, daher wird es als wirkungsspezifisch bezeichnet. Die Reaktion ist dabei abhängig von den vorhandenen Cofaktoren und Aminosäuren, welche an dem Umsatz des Substrats teilnehmen.
An das aktive Zentrum können ebenfalls kompetitive Inhibitoren binden, welche aufgrund ihrer ähnlichen Form wie das Substrat in den Substratbindungsbereich hineinpassen.
Ein gelegentlich vorkommendes allosterisches Zentrum und auch Bindungsstellen für andere nichtkompetitive oder unkompetitive Enzyminhibitoren gehören nicht zum aktiven Zentrum. Ein Beispiel für ein aktives Zentrum ist das Oxyanion-Loch in manchen Enzymen.
Die molekulare Modellierung versucht, über Computer-gestützte Verfahren bei der Darstellung des aktiven Zentrums neue Wirkstoffe für die Entwicklung von Medikamenten zu finden. Durch ein Proteindesign kann ein aktives Zentrum gezielt verändert werden. Dadurch kann höhere Spezifität erreicht werden oder auch der Umsatz von anderen Substraten, die zuvor nicht in das aktive Zentrum hineingepasst haben.